# رابح دغمانی
رابح دغمانی (انگلیسی: Rabah Deghmani؛ زادهٔ ۱۰ مهٔ ۱۹۷۵) بازیکن فوتبال اهل الجزایر بود.
از باشگاه‌هایی که در آن بازی کرده‌است می‌توان به باشگاه فوتبال اتحاد الجزایر اشاره کرد.
وی همچنین در تیم ملی فوتبال الجزایر بازی کرده‌است.